# Foetz
Foetz (Luxemburgs: Féiz) is een plaats in de gemeente Mondercange en het kanton Esch-sur-Alzette in Luxemburg.
Foetz telt 465 inwoners (2001).

## Geboren
- Théodore Jungers (1863-1933), tekenaar, auteur